# 香川真司
香川 真司（かがわ しんじ、1989年3月17日 - ）は、兵庫県神戸市垂水区出身のプロサッカー選手。Jリーグ・セレッソ大阪所属。ポジションはミッドフィールダー（MF）。元日本代表。

## 経歴

### プロ入り前
幼稚園に通っていた頃からサッカーを始め、小学校1年生となった1995年から地元のマリノFC に所属した。（現・センアーノ神戸） に所属した。小学4年生で神戸市選抜のメンバーに選出された。香川は小学5年生になると、神戸NKの監督からFCみやぎバルセロナへのサッカー留学を勧められた。

#### 東北時代
2001年、中学校入学と同時にサッカー留学を果たした。仙台市立八乙女中学校に通いながら、FCみやぎバルセロナのジュニアユースに所属し練習に励んだ。最初の半年はホームステイし、その後は仙台までやってきた祖母と2人暮らしだった。この時期、ナショナルトレセンやU-15日本代表にも選出された。
中学3年生の時に、GKの獲得を目的にFCみやぎバルセロナユースに所属していた丹野研太を視察しにきた、セレッソ大阪のスカウト担当であった小菊昭雄に見出された。
2004年、宮城県黒川高等学校（土木科）に進学し、高校1年生の時に日本クラブユースサッカー選手権 (U-18)大会に出場した。全く無名だったが、セレッソ大阪に、いち早く練習に呼ばれた。
2005年8月、高校2年の時にU-18東北代表に飛び級で選出され、仙台カップ国際ユースサッカー大会（U-18）にボランチとして出場した。U-18日本代表戦では3アシストを決めて5-2で勝利した。地域選抜のチームが日本全体の選抜チームに勝ったと話題になり、この頃から全国のスカウト関係者の間で「東北にすごい選手がいる」と有名になった。

### セレッソ大阪
2005年、セレッソ大阪、FC東京からオファーを受けた。強化部長が大熊清、監督が原博実であり、FC東京にも魅力を感じたが、一番最初に気に掛けたのがセレッソのスカウト担当者であり、中学生から継続して気に掛けていたことや、セレッソの本拠地（大阪市東住吉区）が、地元（兵庫県神戸市）に近かったこともあって、12月18日にC大阪と仮契約を交わした。年が明けて2006年にC大阪に加入し、同クラブと業務提携していたウィザス高等学校（通信制）に転校した。同期加入の選手には、C大阪U-18からトップチームに昇格した柿谷曜一朗がいる。Jクラブ直属の育成組織に所属していない選手が、高校卒業を待たずしてプロ入りしたのは前例が無かった。
プロ1年目の2006年シーズンは全く出場機会が無かった。
チームの降格に伴いJ2で迎えた2007年シーズン当初は練習では左サイドバック、紅白戦では出場すら叶わなかったが、シーズン途中に就任した当時の監督のレヴィー・クルピによって実力を見出され、攻撃的ミッドフィルダーとしてレギュラーの座を獲得。当時ボランチでのプレーを希望していた香川の思いを伝えられたクルピ監督は「ベテランになったら、いつでもボランチに戻ったらいい。今は前線でチャレンジしなさい。それが明るい未来につながっていくんだ」と伝えた。リーグ戦35試合に出場し5得点9アシスト を記録した。

#### 乾貴士との好連携、中心選手へ
2008年シーズンは、夏に加入した乾貴士との連携が光り、得点面が向上し、リーグ戦35試合の出場で16得点10アシスト を記録した。

#### 背番号8の継承、記録的な活躍
2009年シーズンから背番号をセレッソ大阪のエースナンバーである森島寛晃が着用した8番へ変更した。乾貴士との連携が猛威を振るいゴールを量産、他にもカイオ、マルチネスといった選手と攻撃を支えた。J2第15節水戸ホーリーホック戦でプロ登録後初のハットトリックを達成し、その後も4試合連続ゴールを記録するなど得点を重ねた。シーズン終盤は怪我の影響で主にスーパーサブとしての出場が目立ったが、リーグ戦で27得点16アシストという驚異的な成績を記録し、ミッドフィルダー登録でありながらJ2得点王に輝いた（ミッドフィルダーの得点王はJリーグの全カテゴリー含めて史上初)。Jリーグはアシスト王の賞が無いため表彰はされていないが、16アシストはJ2最多であり、得点アシスト共にJ2最多だった。香川が44試合・27得点16アシスト、乾が47試合・20得点14アシストと、2人で大量の得点を量産、チームの総得点はリーグ戦51試合100得点に達した。チームのJ1昇格の大きな原動力となった。
2010年シーズンの開幕前には国内外のクラブへの移籍も噂されたものの、シーズンの開幕時点ではチームに残留した。C大阪所属としての最後の試合となった5月15日のヴィッセル神戸戦で自身初となる直接フリーキックでの決勝点を記録する など、リーグ戦の出場期間の2ヶ月半で11試合7得点の好成績を残した。

### ボルシア・ドルトムント

#### 衝撃的な活躍

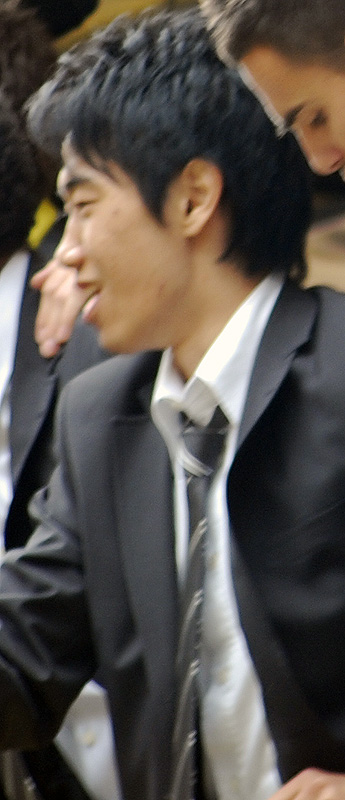
ブンデスリーガ優勝を祝う香川

2010年7月1日、育成補償金35万ユーロ（約4000万円） でブンデスリーガのボルシア・ドルトムントに移籍した。2009年12月にドルトムントのホーム試合に招待された香川は、8万を超える観衆が送る大声援に感激し、早い段階でドルトムントへの加入希望を伝えていたという。
加入をすると背番号23番を背負い、セカンドトップのポジションでプレーする。8月4日、親善試合のマンチェスター・シティ戦で、ホーム初得点を決めて3-1の勝利に貢献した。2010-11シーズンのUEFAヨーロッパリーグプレーオフ第1戦でのFKカラバフ戦に出場した香川は2得点を挙げ、ドルトムント移籍後の公式戦初得点を記録した。ブンデスリーガ第3節・VfLヴォルフスブルク戦で移籍後のリーグ戦初得点を記録し、第4節・シャルケ04とのルールダービーにて、「僕が2点取って2-0で勝つ」との公約通りに2得点を挙げ、キッカー誌、ビルト紙等で最高評価点『1』を獲得した。加入当初は世界的には全くの無名の存在だったが、この試合の活躍によって、"Shinji Kagawa"の名がドイツ中に知れ渡った。また、選手個人に向けたチャントがほとんど歌われないドイツにおいて香川個人に向けたチャントが歌われるようになった。また、このチャントはセレッソ大阪在籍時と同じものが採用された。当時の同僚のマルセル・シュメルツァーはこの試合を「アウェーで3－1の勝利を収めて、待っていたファンたちに車を止められて、シンジが外に出て肩車された。ずっと記憶に残るだろう。ものすごくスペシャルだったし、当時あの場にいた選手たちはきっとみんなそう思っている。」と回顧した（ドルトムント時代に活躍すると度々、車をファンに取り囲まれて香川が声援に応える映像が現在も、インターネットで視聴可能である)。その後も活躍を続け、UEFAヨーロッパリーグにおいてはチームは決勝トーナメント進出を逃したが、香川自身は同大会の8試合で4得点を記録した。このシーズンの香川はリーグ前半期17試合で8得点を記録し（MFとして登録された選手の中ではブンデスリーガ1位）、ブンデスリーガ公式サイトにて最優秀選手並みの活躍をしたと報じられ、キッカー誌が選定するリーグ前半戦の攻撃的MF部門では最優秀選手に選出された。2011年1月には国際サッカー連盟（FIFA）が発表した「2011年期待の若手13人」の1人に選ばれた。しかし、2011年1月のアジアカップでの負傷により、ドルトムントの9シーズンぶりのリーグ優勝の瞬間をピッチで迎えることはできなかった。それでも、5月14日のブンデスリーガ最終節・アイントラハト・フランクフルト戦の後半43分にサポーターの「カガワコール」に迎えられ、約4カ月ぶりの実戦復帰を果たした。シーズン後半はこの1試合の出場に留まったものの、優勝候補でも無かったドルトムントに加入した無名選手の衝撃的な活躍は高く評価され、シーズン終了後にキッカー誌が選定したブンデスリーガの年間ベストイレブンに名を連ねた。またスター選手を多数抱えるバイエルンがリーグ優勝を繰り返し、バイエルンの支配下だったブンデスリーガに、大きな風穴を開ける優勝であった。

#### 前年を上回る活躍でチームの顔に
2011-12シーズンの初戦となったシャルケ04とのDFLスーパーカップではフルタイムで出場したが、チームはPK戦の末敗れタイトルを逃した。ブンデスリーガ第6節・ハノーファー96戦で怪我から復帰後初のリーグ戦で得点を記録した。10月に入ると不振が続き2試合連続で出場機会を失ったが、徐々に調子を取り戻し、11月5日の第12節・ヴォルフスブルク戦では1ゴール2アシストを記録し、第13節・バイエルン・ミュンヘン戦ではマリオ・ゲッツェの決勝点をアシストした。一方、自身初出場となったUEFAチャンピオンズリーグでは11月23日のグループリーグのアーセナル戦で同大会初得点を挙げたが、チームはグループリーグ最下位で敗退した。その後、2012年1月28日の第19節・ホッフェンハイム戦では2得点を決めた他、1月はこの試合を含めて2試合で2ゴール1アシストを記録した。この活躍が評価されキッカー誌の欧州月間ベストイレブンに選ばれた。その後も好調を維持し、ESM（European Sports Magazines、欧州スポーツ雑誌協会）により2月度以降3ヶ月連続で欧州月間ベストイレブンに選出された。第27節・1.FCケルン戦では2ゴール1アシストの活躍で自身のリーグ得点記録を2桁台にのせ、リーグ優勝に王手をかけた第32節・ボルシア・メンヒェングラートバッハ戦では決勝ゴールを決めて、チームのリーグ連覇に貢献した。この得点にユルゲン・クロップ監督は香川めがけてダッシュし、足を滑らせながらも満面の笑みで香川を抱き上げた。リーグ戦31試合出場13得点12アシストと、活躍した前年をさらに上回る活躍でドルトムントの"顔"となった。チームはブンデスリーガ新記録(当時)のリーグ戦28試合無敗を記録、またクラブ史上最高記録(2024年現在)の勝ち点81での連覇だった。更に、5月12日に行われたバイエルン・ミュンヘンとのDFBポカール決勝で香川は1ゴール1アシストを記録し、チームは5-2で快勝した。この勝利によりドルトムントはクラブ史上初となる国内2冠を達成し2011-12シーズンを締めくくることとなった。同大会では5試合出場で3得点2アシストを記録した。世界的に名前が知られるようになった香川の活躍は高く評価され、ビルト誌は香川をブンデスリーガの年間ベストイレブンに選出し、ヨーロピアン・スポーツ・メディア（ESM）も欧州年間ベストイレブンに香川の名を挙げた。

### マンチェスター・ユナイテッド

#### プレミアリーグの名門へ

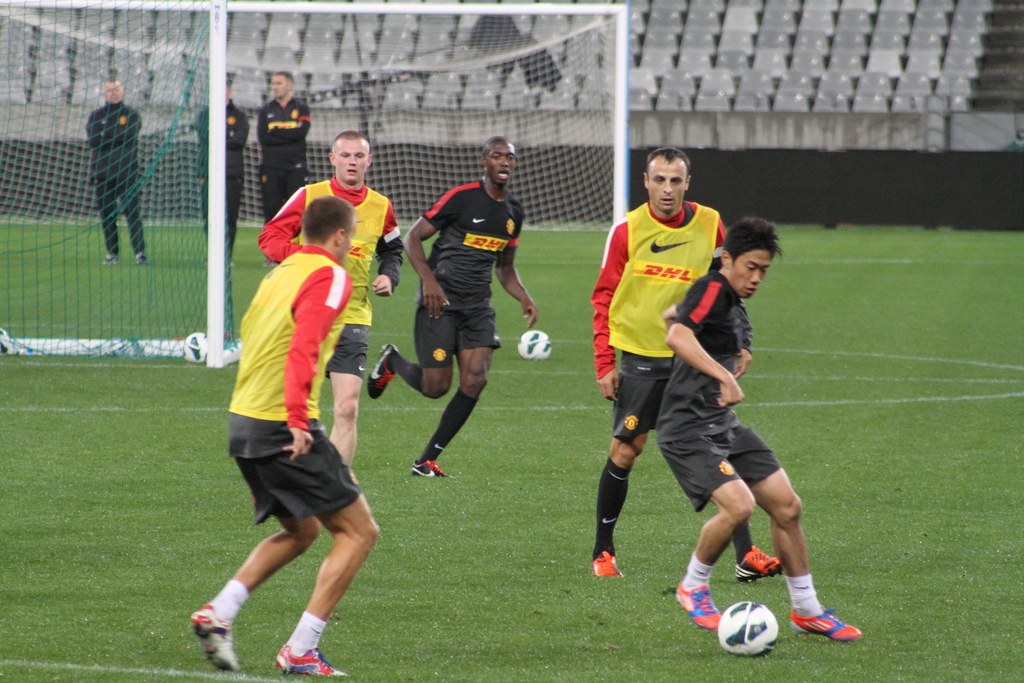
マンチェスター・ユナイテッドFC時代（2012年）

香川獲得には世界的名門クラブのレアル・マドリードやアーセナルも積極的に動いておりジョゼ・モウリーニョやアーセン・ベンゲルが直接オファーを送る中、イングランド・プレミアリーグ屈指の名門マンチェスター・ユナイテッドFC、その監督であるアレックス・ファーガソンは昨シーズンのドイツ杯決勝へ自ら視察に訪れた際、上記の二冠達成の原動力となった活躍を間近で認め、構想に入れるため獲得に乗り出した。サイドアタッカーの攻撃が中心となっていたチームに、中央からの攻撃オプションを加えるための選手として香川を捉えた。
その後の2012年6月5日、香川の完全移籍に関してドルトムント及びマンチェスター・ユナイテッドの双方が合意したことが両クラブから発表された。香川は同月22日にメディカルチェックをパスし、マンチェスター・ユナイテッドと正式に契約を結んだ。契約期間は2012年7月1日からの4年間、背番号はC大阪在籍時にも着用していた26番に決まった。
2012年8月20日のリーグ開幕戦・エヴァートンFC戦でいきなりスターターとしてプレミアリーグへのデビューを果たすと、早くも第2節・フラムFC戦でプレミアリーグ初得点を決めた。10月23日、チャピオンズリーグ・グループリーグ第3節・SCブラガ戦で左膝を負傷して2カ月の間戦列から離れたものの、12月29日のウェストブロム戦で復帰を果たすと、2013年2月13日にはチャピオンズリーグ・決勝トーナメント1回戦1stレグのレアル・マドリード戦で先発出場、チームのアウェイゴールを獲得。この試合で香川は同大会の決勝トーナメント出場を果たした5人目の日本人選手となった。その後2ndレグでは国内リーグとのローテーションから出場せず、チームは敗退してしまった。3月2日のノリッジ・シティFC戦では、ウェイン・ルーニーのアシストで、自身ヨーロッパ移籍後では初、プレミアリーグにおいてアジア人選手初となるハットトリックを達成する。
このシーズン、マンチェスター・ユナイテッドは2期越し久方ぶりのリーグ優勝を達成。香川自身にとってもドルトムント時代から3シーズン連続でのリーグタイトル獲得、更には怪我での離脱はあったものの、個人成績としてはイングランド初挑戦ながら、リーグ戦20試合、6ゴール、4アシストと、上々の記録でプレミア優勝に貢献して初年度を終えた。
ところが2013-14シーズン、マンチェスター・ユナイテッドはアレックス・ファーガソン監督の勇退を発表。25年以上に渡って指揮し名門クラブを創ったファーガソンは退任に当たって、新加入の香川とロビン・ファン・ペルシに対してロッカールームで繰り返し謝った。
代わりに就任したデイヴィッド・モイーズ新体制への移行や、香川自身としては自身がシーズン前に出場したコンフェデレーションズカップによる怪我の影響によりファーストチームへの合流が遅れたことも重なり、プレミアリーグ開幕から4試合連続の欠場。それを皮切りに、12月4日に呼吸困難を訴え救急車を自宅に呼び、胃の洗浄を行う処置をされる等の事態が続く。上記のこともあり、前半戦は英国記者が選んだ上半期の期待外れの8選手の一人に選出された。シーズンの後半には先発での出場機会が増えたものの、最終的にはプロ選手としてデビューした2007年以降で初めて無得点のシーズンとなってしまった。またチーム自体が一年を通して不振に陥り、優勝争いに全く絡めず翌シーズンのチャピオンズリーグの出場権も逃す結果に終わった。
レアル・マドリード、アーセナルFC、リバプールFC、パリサンジェルマンからのオファーを断って鳴り物入りで加入したが、早々にファーガソンが退任する事態が発生、その波に呑まれるような形となった。

### ドルトムント復帰

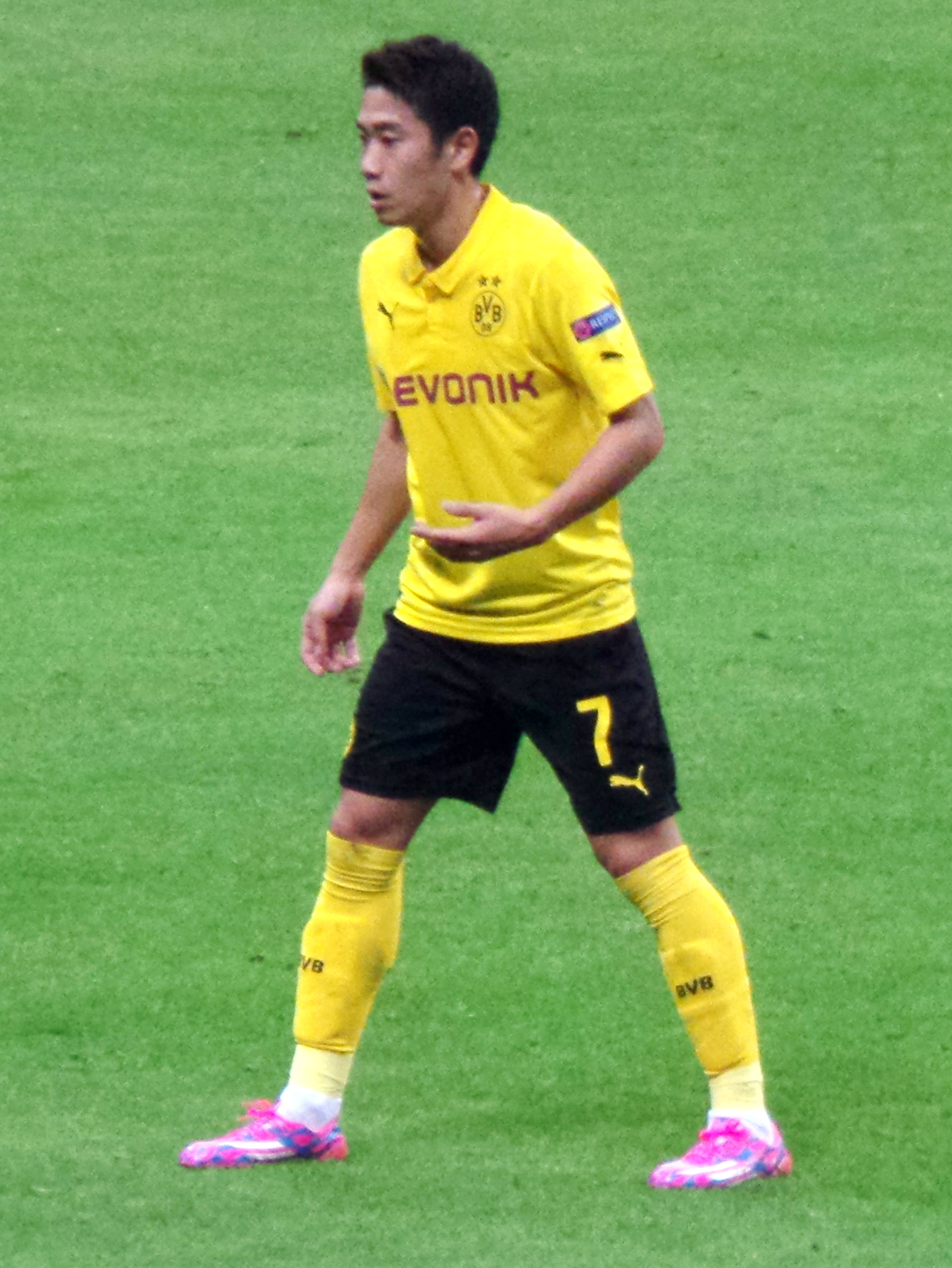
ボルシア・ドルトムント時代（2014年）

2014-15シーズン、ルイ・ファン・ハールがマンチェスター・ユナイテッドFCの新たな監督に就任したが、香川には「私はアメリカでのプレシーズン遠征で彼を守備的な位置で試したが、彼は私の望みと哲学を満たさなかった｣と評され、リーグ戦の開幕後も出場機会が減っていった。香川は、マンチェスター・ユナイテッドからの移籍を模索する。完全移籍可能期間終了直前での、2014年8月31日に古巣ボルシア・ドルトムントへの復帰が発表された。契約期間は4年間。復帰後のドルトムントでの背番号は7番を割り当てられることとなり、ブンデスリーガ第3節・SCフライブルク戦で先発出場し、劇的な復帰後初得点を記録した。しかしチーム自体はリーグ戦で勝利に恵まれず、一時は暫定順位でブンデスリーガ最下位を記録し、シーズン終了後の2部リーグへの降格も噂されるようになるなど低迷を極めた。それに伴い香川自身も調子を落としリーグ戦で先発から外れる等、数試合連続で出場しない状況に、監督のクロップとの信頼関係の変化も取り沙汰された。一方チャンピオンズリーグではグループリーグ5試合に出場し、合計2アシストを記録したものの、決勝トーナメント1回戦のユヴェントスFC戦では2試合とも出場せず、チームは敗退した。
今シーズン限りでの退任を表明したユルゲン・クロップ監督の、ホーム最終戦では香川は1得点2アシストで3-2の勝利に貢献した。ラストマッチとなったDFBポカール決勝のVfLヴォルフスブルク戦で、香川はトップ下でフル出場。前半5分に先制点をアシストするなど再三チャンスメイクしたが、チームはその後3失点し、逆転負けで準優勝で監督のラストマッチを優勝という形で飾ることはできなかった。

#### 年間ベストイレブンの活躍
復活を果たしたのは2015-16シーズン。背番号を7番から元々付けていた23番へ変更。ドルトムントはクロップの後任監督にトーマス・トゥヘルを迎え、前シーズンに行き詰まりを見せたゲーゲンプレスとショートカウンターを中心とする戦術からボールポゼッションを重視した戦術へとチーム戦術を転換した。それに伴い、香川も4-3-3のインサイドハーフとして起用される機会が増え、ブンデスリーガ第2節・FCインゴルシュタット04戦では初得点を記録した。またUEFAヨーロッパリーグにも参加し、ドルトムントは同大会の予選を突破して決勝トーナメントへの進出を決めた。4月2日に行われたブンデスリーガ第28節・ヴェルダー・ブレーメン戦で、ブンデスリーガ通算100試合出場を達成し、その試合で得点も挙げた。4月10日リーグ第29節、敵地でのシャルケとの"レヴィア・ダービー"に先発し、0-0で迎えた後半4分、パス交換からダイレクトでループシュートを放ちボールはゴール左隅へと吸い込まれた。試合は最終的に2-2で終わったが敵地でのダービーマッチという状況、美しい名ゴールシーンとして回顧されており、2020年にはブンデスリーガ公式が選出する「2010年代のドルトムントTOP10ゴール」で1位に輝いた。このシーズン29試合、9得点、9アシストを記録し、ブンデスリーガ公式サイトがTwitterを使って実施したベストイレブンに選出され、MF部門1位に輝いた。ビルト紙によるブンデスリーガ年間ベストイレブンに2011-12シーズン以来となる選出をされた。またこのシーズン活躍した前線の4人（ムヒタリヤン、オーバメヤン、香川、ロイス）はファンタスティック・フォーと呼ばれその攻撃力を評価された。チームの勝ち点はクラブ史上2番目に多い78で惜しくも2位で終えた。

#### UEFAチャンピオンズリーグ史上最速連続得点記録樹立
2016-17シーズン、11月22日の欧州CL第5節・レギア・ワルシャワ戦で前半17分と18分の76秒間で立て続けにゴールを奪い、UEFAチャンピオンズリーグ史上最速の連続得点記録を現在でも保持している。この試合で2得点1アシストを記録し、UEFA公式のMOM、第5節のベストイレブンに選出された。2017年4月3日のハンブルガーSV戦では2016-17シーズンのリーグ戦自身初得点を記録した。　DFBポカール決勝ではフル出場し、優勝に貢献し地元紙からは「非常に目立った動きをした。相当な運動量だった」と高評価を受けた。リーグ戦で21試合出場1ゴール6アシスト、欧州CLでは5試合出場3ゴール2アシスト、DFBポカールでは3試合出場2ゴールと、公式戦計30試合出場6ゴール8アシストを記録した。

#### ブンデスリーガにおいて日本人最多得点記録樹立
2017年7月14日、ドルトムントとの契約を2020年まで延長した。このシーズンにピーター・ボスが監督に就任した。代表で負った怪我の影響もあり、プレシーズンマッチの浦和レッズ戦こそ出られなかったものの、開幕戦には間に合った。9月20日、第5節・ハンブルガーSV戦で今季初得点を決めた。9月30日、第7節・FCアウクスブルクで2015-16シーズンのルールダービーでの得点とよく似たループシュートで得点を決め、ブンデスリーガにおいて日本人最多得点記録となるブンデス通算38得点目を記録した。ボス政権下では途中交代が主だったが、12月10日にボスが解任され、ペーター・シュテーガーが新たに監督になると先発の機会を増やした。2018年1月19日の第19節・ヘルタ・ベルリン戦では、ブンデスリーガのアウェーゴール通算2万ゴール目となるメモリアル弾を決めた。新監督就任後の2試合では全得点に絡むなど4-3-3の中盤で起用されながら、中心選手としての復活を見せ、香川は「チームを変える。そういう立場だと自覚している」とコメントした。前半戦は公式戦21試合に出場して4ゴール7アシスト（うちリーグ戦は13試合で3ゴール3アシスト）を記録。チームが不調に陥ったこともあってなかなか結果を残すことができていなかったが、年末は4試合で1ゴール4アシストと毎試合得点に絡み、苦境に陥っても這い上がることをここ数年の成績でも証明していた通り、尻上がりの状態で2017年を終えることになった。専門誌『キッカー』が発表するポジション別ランキングでは、ブンデスリーガの攻撃的MF部門で第2位に選出された。しかし第22節・ハンブルガー戦で負傷交代となり、そこから2カ月もの間、ピッチに立つことはできなかった。最終節・ホッフェンハイム戦で途中出場から約3ヶ月ぶりに復帰し、シーズンが終了した。ブンデスリーガは第7節のループシュートでの得点は、ブンデスリーガ公式が選出する今季のドルトムントのベストゴールに選出された。

#### 構想外に
2018-19シーズンは新監督のリュシアン・ファーヴルの構想から外れ、出場は4試合のみとなっていた。

### ベシクタシュJK
2019年1月31日、スュペル・リグベシクタシュJKへ半年間の期限付き移籍が発表された。移籍に関して買取オプションが有るという報道が出ていたがベシクタシュ幹部ユルクメズギルや、ベシクタシュ内の担当者であるサファク・マームチャジショグルはそれを否定している。新天地でのデビュー戦となった、2月3日のアンタルヤスポル戦で、後半81分から途中出場して16秒後に初ゴールを決めると、さらに84分にFKで2点目を決めた。ベシクタシュでは3ヶ月のシーズンの14試合出場で4得点2アシストだった。

### レアル・サラゴサ
2019年8月9日、レアル・サラゴサと2年契約を締結。同年8月18日、開幕戦のCDテネリフェ戦で先発し、スペインデビューを果たした。8月26日、第2節のSDポンフェラディーナ戦で移籍後初ゴールを決めた。1月にはコンディション不良から不調を極め、1月14日の試合後地元紙「スポーツアラゴン」は、香川に対してチームワーストとなる評価1（10段階評価）をつけ、「酷い試合をした。動きが遅く、爆発力がなかった。ブランコと交代する前の最後のプレーがその象徴だ。相手GKバジェスが（ミスにより）ボールを譲ったが、日本人選手はこれ以上なく遅い形でドリブルをした」と鋭く指摘した。チームは2019-20シーズン、2部リーグで3位で終了し自動昇格を逃す。さらに、準決勝でエルチェCF相手にゴールを奪えず、1分1敗で敗れた。2020年10月2日をもってレアル・サラゴサとの双方合意の上で、契約解除しフリーエージェントとなった。同年12月に古巣のセレッソ大阪からの完全移籍の正式オファーを受けるが、Jリーグ復帰は決断しなかった。

### PAOKテッサロニキ
2021年1月27日、PAOKテッサロニキに1年半契約で締結したことが発表された。背番号は「23」。 キペロ・エラーダス（ギリシャ国内杯）準々決勝ラミア戦の2ndレグで移籍後初スタメン出場し、移籍後初アシストをした。2021-2022シーズンのリーグ戦では僅か1試合の出場となり、12月18日に双方合意の上で契約解消に合意し、退団した。

### シント＝トロイデンVV
2022年1月10日、ベルギーのシント＝トロイデンVVと加入合意したことを発表した。
シント=トロイデンVVサポーターの間では、「エヴァ（Eva）」というニックネームで呼ばれている。これはベルギー国内でも大ヒットした日本の人気アニメ「新世紀エヴァンゲリオン」の主人公碇シンジと名前が同じ事で付けられた呼称である。
。
2022年8月27日、第5節のKVメヘレン戦では移籍後初ゴールを決めた。12節にはコーナーキックのキッカーをまかされて、それを直接ゴールに沈めた。
その後、慢性化している足の痛みを取り除くための手術を決断。カタール・ワールドカップの中断期間をリハビリに充てるため、手術を行った。

### セレッソ大阪復帰
2023年2月1日、セレッソ大阪へ完全移籍で加入することが発表された。12シーズンぶりの復帰となる。2月5日に加入会見が行われ、背番号は8となった。小菊監督によって、セカンドトップやインサイドハーフで起用されたことで、相手のパスコースを消す役割をこなしつつ、攻撃の起点になり、中央に降りて、ダブルボランチと立ち位置を変えながらビルドアップの起点になり、4-4-2のボランチで起用された際には、ゲームコントロールや、相手のポケットに入ってバランスを崩させて得点の起点になるなど、攻守に効果的な動きを見せた。7月28日、親善試合のパリ・サンジェルマンFC戦に後半から出場。ジャンルイジ・ドンナルンマが守るゴールマウスから決勝点を決めて3-2の逆転勝ちの立役者となった。31節のガンバ大阪との大阪ダービーでは、4-3-3のアンカーで起用され完封勝利と、ダービーで2年連続のリーグ戦全勝に貢献した。J1の選手、監督の投票で選ばれる優秀選手賞を初受賞した。リーグ戦全試合出場で中央の様々なポジションで起用され、パス成功数、こぼれ球奪取回数がチーム内で最多だった。
2024年、7月の古巣ボルシア・ドルトムント戦には途中出場したものの、筋肉系のけがの再発に加えて、8月のリーグ戦復帰試合で、左肘を強打し試合後に救急車で搬送され、左肘脱臼の診断を受けるなどのコンディション不良が続き、出場が激減した。
2025年、Jリーグのリーグ戦開幕戦・アウェイ開催のガンバ大阪との大阪ダービーではシーズン前に語った「今年はどれだけペナルティーエリアに入っているかが非常に大事と感じている」との言葉通りの活躍を見せた。スタメンに名を連ねた香川は、ドルトムント在籍時のルールダービーから“ダービー男”として活躍しており、この試合ではボランチとしてボールを受ける前の動きやパスでの活躍に加えて、1得点1アシストで5-2の勝利に貢献した。第24節には、数年ぶりにトップ下で起用され全3得点に絡む活躍を見せつけた。

## 代表経歴

### 年代別代表
2006年、仙台カップでの活躍で、プロ入り直前にU-19日本代表に選出された。AFC、U−19選手権では控えであったが、準決勝では左サイドバックで途中投入され、同点弾を演出する決定的な仕事を果たした。
2007年、U-19でのトゥーロン国際ユースで、香川ら控えメンバー中心で挑んだグループリーグ第2戦のフランス戦。香川はボランチで出場するも、連係が全くかみ合わずシュート本数2対24の1−5という大敗となり、香川は大きな屈辱を味わった。カナダで開催されたU-20ワールドカップに飛び級で選出され、2試合に出場した。なお、そのときFIFAに提出したメンバー表ではディフェンダーとして登録されていた。

### J2から選出
2008年、開幕からセレッソ大阪の主力として活躍し、本来所属する世代であるU-19代表の他、北京五輪に出場するU-23にも飛び級で選出された。そして4月にA代表に初招集、平成生まれの選手として初めて日本代表に選出された。唯一のJ2所属チームからの選出であり、全国的な知名度は全くなかったため最大のサプライズ招集とされた。香川は「絶対に時の人で終わりたくないので呼ばれたことだけに満足せず、何かをつかめるように必死で頑張ってきたいと思います。」と決意を口にした。5月24日のキリンカップにおけるコートジボワール戦で国際Aマッチデビューを飾った。10月9日のキリンチャレンジカップの対UAE戦では日本代表史上3番目の若さで代表初得点を挙げた。

### 日本代表の10番へ
2010年6月のFIFAワールドカップ・南アフリカ大会では登録メンバーには選出されなかったが、サポートメンバーとしてチームに同行した。登録外ながらチームに帯同して練習を補佐するサポートメンバーであった香川について、登録メンバーに選出されていた内田篤人は練習時に「真司がね。我々をボコボコにした。『アイツが出たら良いじゃん』とみんな言ってた。(それで)ちょっと雰囲気が悪くなる。サポートメンバーで凄かった。（練習メニューの）8vs8や4vs4で、アイツがドリブルでパコパコポーンッとゴール決めて、闘莉王さんブチギレ」と2024年に回想した。
2011年1月、アジアカップ・カタール大会の代表メンバーに選ばれ、中村俊輔が代表引退してから空き番となっていた背番号10番を着用した。グループステージのサウジアラビア戦では岡崎慎司の得点をアシストし、準々決勝の開催国カタール戦ではともに1点リードされている状況から2得点を挙げ、伊野波雅彦の決勝点もアシストする活躍で日本代表の準決勝進出に貢献した。しかし、準決勝の韓国戦で右足を負傷し途中交代したところ、右第5中足骨（右足小指の付け根）骨折の全治3カ月の重傷であることが判明し、決勝のオーストラリア戦を前に戦線離脱を余儀なくされた。その後2011年8月に行われたキリンチャレンジカップ2011の韓国戦で代表復帰し、2得点を挙げる活躍を見せた。
2012年から2013年にかけて行われたブラジルW杯最終予選では、5試合に出場し2得点を記録し日本代表のW杯出場に貢献した。2013年6月中旬に行われたコンフェデレーションズカップではグループリーグ第2戦のイタリア戦で得点を決めたが、チームは3-4で敗戦した。最終的にチームはグループリーグ3戦全敗で敗退した。
2014年5月12日にW杯ブラジル大会の日本代表メンバーに選出された。しかし、左サイドハーフとして先発出場した第1戦・コートジボワール戦はシュートを1本も打てず後半に途中交代。第2戦・ギリシャ戦は先発から外れ後半途中に投入されたがまたもシュート0に終わる。先発復帰した第3戦・コロンビア戦はチーム最多のシュートを放つも精度を欠き、チームも大敗しグループリーグ敗退となった。英デイリー・メール紙やロイター通信などによる今大会のワーストイレブンに選出された他、サッカーサイト「Squawka」による今大会において『自国民を失望させた』選手5人の内の1人に選ばれた。
アジアカップ2015では全試合インサイドハーフで起用され、グループリーグ第3戦・ヨルダン戦では代表9試合ぶりの得点を決めた。しかし準々決勝・UAE戦では再三の決定機を外し、PK戦では6人目のキッカーとなるも失敗、チームはベスト8で敗退した。
2018年6月、2018 FIFAワールドカップの日本代表メンバーに選出され、中村俊輔と並ぶ2大会連続での背番号10番となった。大会前は怪我の影響でドルトムントで直近3カ月で出場1試合、16分間のみ出場で、試合勘が問題視され、控えメンバー扱いであったが、控え選手中心で臨んだ大会直前のパラグアイ戦で西野ジャパンの初得点である乾貴士のゴールをアシストするなど1ゴール2アシストの活躍をみせると、本田圭佑に代わってスタメンに昇格。グループリーグ初戦のコロンビア戦で、前半6分に自身のシュートから誘発したPKで、ワールドカップ初得点を決めるなど勝利に貢献、イギリスBBCの選ぶ第一節ベストイレブンに名を連ねた。前半6分での得点はW杯での日本代表最速得点である。グループリーグでは2試合に出場しGL突破に貢献。決勝トーナメント1回戦のベルギー戦では、乾貴士の得点をアシストするもチームは敗れ、ベスト16止まりとなった。乾とはセレッソ時代にチームメイトとして共闘した仲だが、代表では起用法からポジションが重なるなどもありそれまで同時出場することは少なかった。しかし今大会ではうまく共存し、両者とも世界的に高評価を得た。
大会後しばらく代表から遠ざかったが、2019年3月のキリンチャレンジカップに久しぶりに招集される。森保一監督下ですでに10番として定着していた中島翔哉とどちらが10番をつけるのかが注目されたが、10番は香川が着用し、中島は8番となった。同26日のボリビア戦にて、国際Aマッチ97試合目にして自身初の日本代表キャプテンを務めた。

## プレースタイル

### 概要
類稀な技術と俊敏性に加えて判断の速さを持ち合わせる、得点能力の高いセカンドトップ及びインサイドハーフである。豊富な運動量で攻守の組み立てに献身する。細かいステップからのドリブル、繊細なタッチのシュート、広い視野を活かした創造性のあるパスと、攻撃全般の能力は非常に高く、主にショートカウンター時のアタッキングサードではスピードに乗りながらプレーすることができる。
スモールスペースのプレーレベルは特筆に値する。反面で後述する攻守両面におけるパワープレーについて、フィジカルとの兼ね合いは難しく両立しているとは言えない。攻守において運動量が豊富であり評価も高い。
ブンデスリーガ2011年シーズン前半の最長平均走行距離（12.36 km）を記録したり、2018年ロシアワールドカップの決勝トーナメントベルギー戦でも両チーム唯一の12km台（12.04）を記録している。
2025年の開幕戦で活躍した際には、サッカーダイジェストTV編集部は「(1ゴール1アシストで)ゴールを奪ったうえに、試合を落ち着かせることができる。パスを受ける前のポジショニング。すっと空いたスペースに走り込んでパスコースを作る動きは秀逸で、そういうアクションが味方に余裕をもたらす。"ボランチ香川”を存分に見せつけた。」と評した。
2025年に、トップ下で起用された際には監督のアーサー・パパスは「香川真司という選手について質のところは言うまでもない。他の選手よりも早く判断ができる」と評した。

### オフェンス能力
日本人の最大の利点であるアジリティ（前後への静動、左右の体重移動）やボールタッチ（トラップやターン）に優れ、オフザボールやスペースメイクなども巧みである。中でもバイタルエリア（相手のディフェンスラインと中盤の間）では動きながら上記の技術を発揮できるため、ゴールを背にした姿勢でボールを受けてもフィジカルの優れたディフェンダーとの競り合いを回避しつつ正面を向くことが可能。また両足で遜色なくボールを扱えるため、タイトなファイナルサードでもスペースさえあれば複数のディフェンダーを翻弄する器用さを持ち合わせている。。
2018年12月、スペイン紙「スポルト」は香川を両利きとして捉えており、ドルトムントでスカウト部門を務めたスヴェン・ミスリンスタットは、両利きのウスマン・デンベレと同等の才能を香川に対して買っており、「デンベレは私自身、本当に特別な選手だと感じた。それはシンジ・カガワについてもだ。我々は彼について計10回視察したが、誰も彼をつかまえることができず、一つの動きでゲーム全体の流れを変えることができたのだから」と同紙で語った。
ドルトムント時代の指揮官であるユルゲン・クロップにはセカンドトップで起用されることが多かったが、2010年-2014年に日本代表監督を務めたアルベルト・ザッケローニからは、他選手との兼ね合いにより左サイドハーフで主に起用された。ドルトムント復帰後は新たに監督となったトーマス・トゥヘルによって、インサイドハーフとして起用された。また香川を起用した多くの監督が、彼のポテンシャルを最大限に発揮できるポジションは「トップ下ではなく、セカンドトップ（シャドーストライカー）」と発言している。
2012年、ドルトムント時代にチームメイトだった元ドイツ代表MFマリオ・ゲッツェは「シンジはセカンドトップとしてヨーロッパナンバーワンのプレーヤーだと思う。見ていて何度も腰を上げちゃうほどエキサイティングなプレーを連発しているよね」と語り、またドイツ代表DFマッツ・フンメルスは「シンジはワールドクラスの選手だ。ボールをキープする際のスピードとテクニックには悪魔的な怖さを感じるよ。味方でよかった」と語っている。

### フィジカルと守備力
豊富な運動量で前線からの守備を牽引する。反面、屈強さ（骨格と筋力）を活かしたプレーは彼の主戦場ではなく、パワープレイ、ミドルシュートの球威、タックルを伴う対人守備では評価を得られていないだろう。セレッソ大阪復帰後は、ユース時代以来のボランチが主戦場となり、アンカーでも起用された。攻守の戦術眼、試合勘、チームメイトに与える好影響でチームの核となり、2023年には小菊昭雄監督から「彼の攻撃の良さ、違いについては言うまでもないが、守備も非凡でチームの助けになっていると」評された。
アルゼンチン代表FWリオネル・メッシと比較すると、シュートの球威差は顕著である。香川本人もその点は課題にしており、マンチェスター・ユナイテッド時代はフィジカルトレーニングに取り組んでいた。ヘディングは不得意である。

## 人物

### ボルシア・ドルトムント時代
- 2010年11月18日に発売されたドイツのサッカー専門誌キッカーの表紙を飾った[189]。また、2011年4月7日に発売されたキッカー誌臨時増刊号でも表紙を飾るなど[190]、その後も幾度か表紙を飾った。
- 2011年（平成23年）1月のAFCアジアカップ2011で右足小指を骨折した香川は3月11日、治療のため滞在中の神奈川県横浜市でタクシー乗車中に東北地方太平洋沖地震（東日本大震災）に遭った[1]。5月17日、ドルトムント主催による震災復興支援を目的としたチャリティーマッチ（ドルトムント対チーム・ジャパン）が行われ、香川はチーム・ジャパンの主将を務め、PKでゴールを挙げた。この試合で集まった約120万ユーロ（約1億3900万円）が義援金として寄付された[191]。
- ドルトムントにチームバスを提供しているMANグループのCMに、チームメートや元ドイツ代表のGKオリバー・カーンとともに出演し、香川はチームメイトがつないだボールをGKローマン・ヴァイデンフェラーが守るゴールにウィニングショットを決めるという役を演じた[192]。
- チームメイトだったドイツ代表MFイルカイ・ギュンドアンと仲が良い事で知られる。彼が近所に住んでいた事からギュンドアンの車を二人で共有していた[193][194]。
- 2011年に古巣のC大阪のスポンサーであるヤンマーのCMに出演した。CM作成期間中は故障中であったため、一部アニメ映像を用いてCMを作成している。これをきっかけにC大阪は長居スタジアムに『SHINJIシート』を100席・10試合導入している[195]。
- 2012年当時、レアル・マドリードを率いてきたジョゼ・モウリーニョが直々にコンタクトを取り、獲得に動いていたと2013年10月にインタビューで発言した。実現しなかった理由として、当時レアル・マドリードにはドイツ代表メスト・エジルがいた事が挙げられており、モウリーニョ自身も香川へはエジルがファーストチョイスになると伝えていた事も同時に発言した。
- 2018年10月に「みやぎ絆大使」に委嘱された[196]。
- 2024年2月、トーマス・トゥヘル監督のもとで、リーグ戦のみのゴールとアシスト数の合計ベスト10では、19得点19アシストで10位にランクインした[197]。

### マンチェスター・ユナイテッド時代
- マンチェスターユナイテッド時代のチームメイトであったウェイン・ルーニーは「6人でサッカーをするなら誰を選ぶ？」との質疑応答にスコールジー（ポール・スコールズ）、ウェルブズ（ダニー・ウェルベック）、トム（トム・クレヴァリー）、シンジ（香川真司）、ギグシー（ライアン・ギグス）、ロビン（ロビン・ファン・ペルシー）だね」と回答した[198]。
- チームメイトであるハビエル・エルナンデス・バルカサール、ダビド・デ・ヘア、フアン・マタ、アレクサンデル・ビュットネルと仲が良いことで知られ、プライベートでのツーショットの写真をインスタグラムに掲載していた[199]。

### エピソード・評価
- 尊敬する選手は「キングカズ」こと三浦知良。1995年（平成7年）1月17日、神戸市垂水区の自宅マンションでの就寝時に兵庫県南部地震（阪神・淡路大震災）に罹災する。同年4月に神戸市立乙木小学校に入学した香川は、7月に同校を訪れた三浦と初対面[1]。また、三浦のサイン入りバッグも抽選で当てたことがある[1]。プロ入り後、セレッソ大阪時代の2008年には三浦が所属する横浜FCとの試合のハーフタイムに、三浦からユニフォームをプレゼントされた[200]。2012年9月、2014 FIFAワールドカップ・アジア4次予選ホームのイラク戦直前には、周囲の評価が気になり平常心を失いかけた中、三浦のメールでの激励により発奮した[201]。
- 女優の長澤まさみの大ファンである。2012年6月に『とんねるずのみなさんのおかげでした』（フジテレビ系）にゲスト出演した際には「僕が23年間、片思いをしている人」として番組内で公開告白し、メディア等で話題となった[202]。
- 読売ジャイアンツのファンである[203]。
- ドイツ4人組バンドTokio Hotelのボーカルのビル・カウリッツは香川のファンだといい、プロモーションで来日した際、2011年2月10日に東京のパークハイアットホテルで対談をした[204]。
- 2013年2月27日にTwitterを開始した。フォロワー数は1カ月で日本人サッカー選手最多の20万人（当時）を突破した[205]。
- 漫画『ONE PIECE』のファンで、原作コミックを揃えている。2016年7月10日放送のフジテレビ系「伝説の瞬間発掘ファイル～アニメ編～」の番組内で、作者・尾田栄一郎とのプレゼント交換が実現した[206]。
- 2017年10月26日、マンチェスター・ユナイテッドFC時代の同僚のフアン・マタが設立した慈善団体「コモン・ゴール」（en:Common Goal (charity)）に参加し、自身の収益の1%を寄付することを決めた[207]。
- ロシアW杯前最後のテストマッチとなったパラグアイ戦で西野ジャパンの初ゴールを演出するなど乾貴士と共に活躍した際には乾について「特に会話をしているわけでもないのに、インスピレーションが一緒で、ゴールに対して、同じ絵を描いていることが多いんです」「常にイメージを持ちながらプレーすることは、サッカー選手として必要なこと。常に考えることで、違った部分のイメージに波及していくと思うんです。例えば、パスをちょっと右斜め前に出したら、相手も右に寄る。僕がさらに右側に動くことで、左側がよりフリーになるわけじゃないですか。そこで僕にボールを落としてもらって、左にパスを通せば、味方がフリーになってチャンスになる。1つイメージすることで、2つ3つ先のイメージも広げて考えられる。それができる乾のような選手が味方にいれば、イメージはさらに広がっていくんです。当然、すべてがうまく行くわけではないので、何度もトライをしながら、イメージを膨らませていく。これが重要だし、凄く楽しいんです」と述べた。[208]。
- 2019年に宮城県で自主トレーニングをした際には、母校の黒川高等学校の正門の前や、FCみやぎのグラウンドで写真を撮っていた[209]。
- セレッソで同期入団の柿谷曜一朗は、「自分もかつてセレッソの8番をつけてキャプテンもやってましたけど、真司君は俺と比べたらあかんレベルの人。みんなよう比べてくれてラッキーやなって思う、彼の経歴を見てから話ししてくれよって言いたいですもん。乾君もそう、真司君は『世界の香川』やからね。」と話した[210]。
- 2019年8月にレアル・サラゴサに加入。現地スペインの有力紙ムンド・デポルティーボが選ぶ「2部リーグで注目すべき11人の選手」に、岡崎慎司、柴崎岳らと共に選出された[211]。
- ドルトムント時代に共闘したロベルト・レヴァンドフスキは、「ブンデスリーガにやってきた時の彼は、この世の物とは思えないくらい素晴らしかった。シンジは全てを持っていたんだ。右足、左足、ボディーバランス、ドリブル。本当に全てだ」と話した[212]。
- 2020年1月、サラゴサ所属時に2年振りにレアル・マドリードと対戦した際には、トップ下で先発出場した。チーム力の差が大きく0-4で大敗したが、香川個人は存在感を発揮し続けた。48本蹴ったパスの成功率は88.9%と高い数値を記録し、シュートも3本放った。敵将ジネディーヌ・ジダンは「香川はサラゴサのキープレーヤーであり、それを証明している」と話した[213]。
- 2020年4月、イギリスメディアの選ぶ21世紀の日本代表ベスト11に「日本の象徴で居続けている」と選ばれた[214]。
- ドルトムントでは7シーズン半に渡って在籍し、最後の在籍となった2018-19シーズン以外は活躍しており、2021年12月、独『Sport Bild』は「香川は間違いなく、2000年から2020年のドルトムントで最高のプレイヤーの1人」と評するなど、レジェンドの一人となっている[215]。
- 2023年7月28日にパリサンジェルマン戦で、後半からボランチで出場して決勝点を決めた際には、ワレン・ザイール＝エムリから「やはりすごくいい選手だった」メディアからは「相変わらずマンチェスターユナイテッドクラス」と評されるなど、2023年からボランチに転向してもなお、レベルの高さを見せつけた[216]
- 2023年に日本代表に初選出された毎熊晟矢は、「真司さんが今年、加入していなければ代表に選ばれていなかったかもしれない。それぐらい他の選手の力を引き出してくれる選手。」と話した[217]。
- 2023年、セレッソのホーム最終戦で0-1で敗戦した後のインタビューでは「前半はみんなが悪かった、個人的にもチームとしてもダメな内容だった。みんなが交代させられるに値するパフォーマンスだった。そこは一人一人が受け入れないといけない。後半は良かったと言っても、負けている。もっともっと詰めていかないといけないことはある」「(後半60分から清武が出場して)リズムは明らかに変わった。技術、パーソナリティーを含め、もっとそういう選手が出てこないといけない。今週の練習もそうだが、キヨの存在は改めてチームにとって、とても大きい。だからと言って、誰かありきではなく、このチームに植え付けていかないといけない。日頃からもっともっと要求し合えるチームにしていきたい」と忌憚なく話した[218]。
- 2023年11月、ユスファ・ムココがドルトムントの歴代ベストイレブンに香川を選出した[219]。選出メンバーはGKロマン・ビュルキ、DFウカシュ・ピシュチェク、ネヴェン・スボティッチ、マッツ・フンメルス、マルセル・シュメルツァー、MFジェイドン・サンチョ、マルコ・ロイス、香川真司、ウスマン・デンベレ、FWロベルト・レヴァンドフスキ、アーリング・ハーランド。
- 2024年1月22日放送の『月曜から夜ふかし』（日本テレビ系)に出演した。温浴施設のベンチに座っていたところを偶然番組スタッフにインタビューされた。それを観たマツコDXは「香川結構好きなのよね。呼び捨てにするのも申しわけないけど、好きなのよ」とつぶやいた[220]。
- ボルシア・ドルトムントがアジア市場に進出したきっかけは香川の活躍である。2024年のインタビューで、ドルトムントの担当者は「一番最初のきっかけはシンジです。それまでは“ドイツのクラブとして”という考え方が強かった。アジアにこれほど多くのファンがいるのかということに気づいて、そこからもっとファンに近づかないといけないということで、2014年にシンガポールのオフィスを立ち上げました。」「日本には有望な選手がいることもわかっていますし、次のシンジを見つけ出したいと思っています。」と話した[221]。
- ドルトムントで共に優勝に貢献したケヴィン・グロスクロイツは、各媒体で香川の名を何度も挙げている。好きな選手は？と質問され「カガワ！」と即答し、「シンジのインスタグラムは謎めいている」とも話した。香川が2019年にドルトムントを退団した際には「俺にとって大切な友達。シンジはドイツ語が全然上手くないけど、いつだってお互いのことを理解できる間柄だ。ドイツから離れるのは残念だけど、新天地でも成功することを願っている。また会おう！ 昔の相棒より」と話した。2024年7月にドルトムントがセレッソとの親善試合で来日する際には、グロスクロイツは現役引退していたが、香川に対して「やあ！シンジ！あと数週間でヌリ(二人の元同僚でドルトムントの監督)が大阪に行くね。俺には招待状が来てないけど、俺の事忘れてねぇよな?ドルトムントで最高の時間を一緒に過ごしたね。ビール飲んでここでの事は全部俺が教えたんだ。たくさん一緒に笑ったな。寂しく思ってるよ。いつでも訪ねて来てくれ、俺が日本にいってもいいぞ。また会おう」とビデオメッセージを送った[222][223]。
- 欧州での日本人選手の評価を圧倒的に上げた選手であり、香川の活躍以来日本人選手ひいてはアジア出身選手の欧州移籍が活発になった。それを裏付けるエピソードとして元日本代表の大津祐樹は「(ボルシアMG)に移籍できたのは)真司くんのおかげ」「真司くんがドルトムントで爆発的に活躍していたから、クラブや監督からも歓迎された。」と話した。また、ドルトムントはボルシアMG戦での勝利でリーグ連覇を成し遂げたが、後半14分に香川が優勝を決定づける得点を奪っていた。この試合について「試合後に真司くんとユニフォーム交換をしたらいきなりチームメイトたちが、おい！それくれよ！と寄ってたかってきて、びっくりしましたね。それくらい、真司くんはスーパースター。優勝を決めるゴールを奪っているのを目の前で見ていて、やっぱりすげぇな……と思い知らされた」と話した[224]。
- 三笘薫は歴代最高の日本人選手として香川を選出している。「攻撃的な選手では香川真司選手。ドルトムントとマンチェスター・ユナイテッドで優勝しましたし、長年日本代表で10番としてチームを背負っていたのはすごいことだ」と話した[225]。

## 所属クラブ
- 1994年 - 1999年 マリノFC
- 1999年 - 2001年 神戸NKサッカークラブ
- 2001年 - 2005年 FCみやぎバルセロナユース
- 2006年 - 2010年 セレッソ大阪
- 2010年 - 2012年 ボルシア・ドルトムント
- 2012年 - 2014年 マンチェスター・ユナイテッドFC
- 2014年 - 2019年 ボルシア・ドルトムント
  - 2019年 - 同年6月 ベシクタシュJK（期限付き移籍）
- 2019年 - 2020年10月 レアル・サラゴサ
- 2021年1月 - 同年12月 PAOKテッサロニキ
- 2022年5月 - 同年12月 シント＝トロイデンVV
- 2023年 - セレッソ大阪

## 個人成績
| 年度         | クラブ             | 背番号       | リーグ          | リーグ戦 | リーグ戦 | リーグ杯   | リーグ杯   | オープン杯     | オープン杯     | 国際大会 | 国際大会 | 国際大会 | 国際大会 | その他 | その他 | 通算       | 通算       |
| 年度         | クラブ             | 背番号       | リーグ          | 出場     | 得点     | 出場       | 得点       | 出場           | 得点           | 出場     | 得点     | 出場     | 得点     | 出場   | 得点   | 出場       | 得点       |
| 日本         | 日本               | 日本         | 日本            | リーグ戦 | リーグ戦 | ナビスコ杯 | ナビスコ杯 | 天皇杯         | 天皇杯         | AFC CL   | AFC CL   | -        | -        | -      | -      | 期間通算   | 期間通算   |
| ------------ | ------------------ | ------------ | --------------- | -------- | -------- | ---------- | ---------- | -------------- | -------------- | -------- | -------- | -------- | -------- | ------ | ------ | ---------- | ---------- |
| 2006         | C大阪              | 29           | J1              | 0        | 0        | 0          | 0          | 0              | 0              | -        | -        | -        | -        | -      | -      | 0          | 0          |
| 2007         | C大阪              | 26           | J2              | 35       | 5        | -          | -          | 1              | 2              | -        | -        | -        | -        | -      | -      | 36         | 7          |
| 2008         | C大阪              | 26           | J2              | 35       | 16       | -          | -          | 0              | 0              | -        | -        | -        | -        | -      | -      | 35         | 16         |
| 2009         | C大阪              | 8            | J2              | 44       | 27       | -          | -          | 0              | 0              | -        | -        | -        | -        | -      | -      | 44         | 27         |
| 2010         | C大阪              | 8            | J1              | 11       | 7        | 1          | 0          | -              | -              | -        | -        | -        | -        | -      | -      | 12         | 7          |
| ドイツ       | ドイツ             | ドイツ       | ドイツ          | リーグ戦 | リーグ戦 | -          | -          | DFBポカール    | DFBポカール    | UEFA CL  | UEFA CL  | UEFA EL  | UEFA EL  | その他 | その他 | 期間通算   | 期間通算   |
| 2010-11      | ドルトムント       | 23           | ブンデス1部     | 18       | 8        | -          | -          | 2              | 0              | -        | -        | 6        | 2        | 2      | 2      | 28         | 12         |
| 2011-12      | ドルトムント       | 23           | ブンデス1部     | 31       | 13       | -          | -          | 5              | 3              | 6        | 1        | -        | -        | 1      | 0      | 43         | 17         |
| イングランド | イングランド       | イングランド | イングランド    | リーグ戦 | リーグ戦 | FLカップ   | FLカップ   | FAカップ       | FAカップ       | UEFA CL  | UEFA CL  | UEFA EL  | UEFA EL  | その他 | その他 | 期間通算   | 期間通算   |
| 2012-13      | マンチェスターU    | 26           | プレミア        | 20       | 6        | 0          | 0          | 3              | 0              | 3        | 0        | -        | -        | -      | -      | 26         | 6          |
| 2013-14      | マンチェスターU    | 26           | プレミア        | 18       | 0        | 2          | 0          | 1              | 0              | 8        | 0        | -        | -        | 1      | 0      | 30         | 0          |
| 2014-15      | マンチェスターU    | 26           | プレミア        | 0        | 0        | 1          | 0          | 0              | 0              | -        | -        | -        | -        | -      | -      | 1          | 0          |
| ドイツ       | ドイツ             | ドイツ       | ドイツ          | リーグ戦 | リーグ戦 | -          | -          | DFBポカール    | DFBポカール    | UEFA CL  | UEFA CL  | UEFA EL  | UEFA EL  | その他 | その他 | 期間通算   | 期間通算   |
| 2014-15      | ドルトムント       | 7            | ブンデス1部     | 28       | 5        | -          | -          | 5              | 1              | 5        | 0        | -        | -        | -      | -      | 38         | 6          |
| 2015-16      | ドルトムント       | 23           | ブンデス1部     | 29       | 9        | -          | -          | 5              | 1              | -        | -        | 12       | 3        | -      | -      | 46         | 13         |
| 2016-17      | ドルトムント       | 23           | ブンデス1部     | 21       | 1        | -          | -          | 3              | 2              | 5        | 3        | -        | -        | -      | -      | 29         | 6          |
| 2017-18      | ドルトムント       | 23           | ブンデス1部     | 19       | 5        | -          | -          | 3              | 1              | 5        | 0        | -        | -        | -      | -      | 27         | 6          |
| 2018-19      | ドルトムント       | 23           | ブンデス1部     | 2        | 0        | -          | -          | 1              | 0              | 1        | 0        | -        | -        | -      | -      | 4          | 0          |
| トルコ       | トルコ             | トルコ       | トルコ          | リーグ戦 | リーグ戦 | トルコ杯   | トルコ杯   | -              | -              | UEFA CL  | UEFA CL  | UEFA EL  | UEFA EL  | その他 | その他 | 期間通算   | 期間通算   |
| 2018-19      | ベシクタシュ       | 23           | スュペル・リグ  | 14       | 4        | -          | -          | -              | -              | -        | -        | -        | -        | -      | -      | 14         | 4          |
| スペイン     | スペイン           | スペイン     | スペイン        | リーグ戦 | リーグ戦 | 国王杯     | 国王杯     | -              | -              | UEFA CL  | UEFA CL  | UEFA EL  | UEFA EL  | その他 | その他 | 期間通算   | 期間通算   |
| 2019-20      | サラゴサ           | 23           | セグンダ        | 31       | 4        | 3          | 0          | -              | -              | -        | -        | -        | -        | -      | -      | 34         | 4          |
| 2020-21      | サラゴサ           | 23           | セグンダ        | 0        | 0        | -          | -          | -              | -              | -        | -        | -        | -        | -      | -      | 0          | 0          |
| ギリシャ     | ギリシャ           | ギリシャ     | ギリシャ        | リーグ戦 | リーグ戦 | -          | -          | エラーダス杯   | エラーダス杯   | UEFA CL  | UEFA CL  | UEFA EL  | UEFA EL  | その他 | その他 | 期間通算   | 期間通算   |
| 2020-21      | PAOK               | 23           | スーパーリーグ1 | 5        | 0        | -          | -          | 3              | 0              | -        | -        | -        | -        | -      | -      | 8          | 0          |
| ベルギー     | ベルギー           | ベルギー     | ベルギー        | リーグ戦 | リーグ戦 | -          | -          | ベルギーカップ | ベルギーカップ | UEFA CL  | UEFA CL  | UEFA EL  | UEFA EL  | その他 | その他 | 期間通算   | 期間通算   |
| 2021-22      | シント・トロイデン | 10           | ジュピラー      | 6        | 0        | -          | -          | 0              | 0              | -        | -        | -        | -        | -      | -      | 6          | 0          |
| 2022-23      | シント・トロイデン | 10           | ジュピラー      | 12       | 2        | -          | -          | 0              | 0              | -        | -        | -        | -        | -      | -      | 12         | 2          |
| 日本         | 日本               | 日本         | 日本            | リーグ戦 | リーグ戦 | ルヴァン杯 | ルヴァン杯 | 天皇杯         | 天皇杯         | AFC CL   | AFC CL   | -        | -        | -      | -      | 期間通算   | 期間通算   |
| 2023         | C大阪              | 8            | J1              | 34       | 2        | 4          | 0          | 1              | 0              | -        | -        | -        | -        | -      | -      | 39         | 2          |
| 2024         | C大阪              | 8            | J1              | 10       | 1        | 2          | 0          | 1              | 0              | -        | -        | -        | -        | -      | -      | 13         | 1          |
| 通算         | リーグ通算         | リーグ通算   | リーグ通算      | リーグ戦 | リーグ戦 | リーグ杯   | リーグ杯   | オープン杯     | オープン杯     | UEFA CL  | UEFA CL  | UEFA EL  | UEFA EL  | その他 | その他 | リーグ通算 | リーグ通算 |
| 通算         | 日本               | 日本         | J1              | 55       | 10       | 7          | 0          | 2              | 0              | -        | -        | -        | -        | -      | -      | 64         | 10         |
| 通算         | 日本               | 日本         | J2              | 114      | 48       | -          | -          | 1              | 2              | -        | -        | -        | -        | -      | -      | 115        | 50         |
| 通算         | ドイツ             | ドイツ       | ブンデス1部     | 148      | 41       | -          | -          | 21             | 7              | 17       | 4        | 18       | 5        | 3      | 2      | 207        | 59         |
| 通算         | イングランド       | イングランド | プレミア        | 38       | 6        | 3          | 0          | 4              | 0              | 11       | 0        | -        | -        | 1      | 0      | 57         | 6          |
| 通算         | トルコ             | トルコ       | スュペル・リグ  | 14       | 4        | -          | -          | -              | -              | -        | -        | -        | -        | -      | -      | 14         | 4          |
| 通算         | スペイン           | スペイン     | セグンダ        | 31       | 4        | 3          | 0          | -              | -              | -        | -        | -        | -        | -      | -      | 34         | 4          |
| 通算         | ベルギー           | ベルギー     | ジュピラー      | 18       | 2        | -          | -          | 0              | 0              | -        | -        | -        | -        | -      | -      | 18         | 2          |
| 通算         | 総通算             | 総通算       | 総通算          | 418      | 115      | 13         | 0          | 28             | 9              | 28       | 4        | 18       | 5        | 4      | 2      | 509        | 135        |

その他の公式戦
- 2011年 - DFLスーパーカップ 1試合0得点
- 2013年 - FAコミュニティ・シールド 1試合0得点
- 2016年 - DFLスーパーカップ 1試合0得点
- 2020年 - セグンダ・ディビシオン昇格プレーオフ 2試合0得点

その他の国際公式戦
- 2010年 - UEFAヨーロッパリーグ プレーオフ 2試合2得点
- 2015年 - UEFAヨーロッパリーグ プレーオフ 2試合3得点

### 公式戦におけるその他の記録
- Jリーグ初出場 - 2007年4月7日 J2 第7節 対サガン鳥栖戦（長居第2陸上競技場）
- Jリーグ初得点 - 2007年5月23日 J2 第17節 対水戸ホーリーホック（笠松陸上競技場）
- Jリーグ初ハットトリック - 2009年5月18日 J2 第15節 対水戸ホーリーホック戦（長居第2陸上競技場）
- フル代表初出場 - 2008年5月24日 キリンカップサッカー2008 対コートジボワール戦（豊田スタジアム）[5]
- フル代表初得点 - 2008年10月9日 キリンチャレンジカップ 対UAE戦（東北電力ビッグスワンスタジアム）[5]
- ブンデスリーガ初出場 - 2010年8月22日 第1節 対バイエル・レバークーゼン戦（ズィグナル・イドゥナ・パルク）
- ブンデスリーガ初得点 - 2010年9月11日 第3節 対VfLヴォルフスブルク戦（ズィグナル・イドゥナ・パルク）
- プレミアリーグ初出場 - 2012年8月20日 第1節 対エヴァートンFC戦（グディソン・パーク）
- プレミアリーグ初得点 - 2012年8月25日 第2節 対フラムFC戦（オールド・トラッフォード）
- プレミアリーグアジア人初ハットトリック - 2013年3月2日 第28節 対ノリッジ・シティFC戦（オールド・トラッフォード）
- UEFAチャンピオンズリーグ日本人史上初の1試合2得点 [226]
- UEFAチャンピオンズリーグ日本人通算最多得点記録 - 4得点[227]
- UEFAチャンピオンズリーグ日本人通算最多アシスト記録 - 8アシスト[228]
- UEFAチャンピオンズリーグ日本人史上最多出場 - 33試合[229]
- UEFAチャンピオンズリーグ史上最速連続得点（76秒間） - 2016年11月22日 1次リーグ第5節 対レギア・ワルシャワ戦（ズィグナル・イドゥナ・パルク）

## 代表歴

### 出場大会
- U-19日本代表
  - 2006年 - AFCユース選手権2006
- U-20日本代表
  - 2007年 - 2007 FIFA U-20ワールドカップ
- U-23日本代表
  - 2008年 - 北京オリンピック
- 日本代表
  - 2011年 - AFCアジアカップ2011（5試合・2得点、優勝）
  - 2013年 - FIFAコンフェデレーションズカップ2013（3試合・1得点、グループリーグ敗退）
  - 2014年 - 2014 FIFAワールドカップ（3試合・0得点、グループリーグ敗退）
  - 2015年 - AFCアジアカップ2015（4試合・1得点、ベスト8）
  - 2016年 - キリンカップサッカー2016
  - 2018年 - 2018 FIFAワールドカップ（3試合・1得点、ベスト16）

### 試合数
国際Aマッチ 97試合 31得点（2008年 - 2019年）
| 日本代表 | 国際Aマッチ | 国際Aマッチ |
| 年       | 出場        | 得点        |
| -------- | ----------- | ----------- |
| 2008     | 6           | 1           |
| 2009     | 4           | 1           |
| 2010     | 7           | 1           |
| 2011     | 11          | 6           |
| 2012     | 9           | 3           |
| 2013     | 16          | 4           |
| 2014     | 10          | 3           |
| 2015     | 14          | 4           |
| 2016     | 7           | 4           |
| 2017     | 5           | 2           |
| 2018     | 6           | 2           |
| 2019     | 2           | 0           |
| 通算     | 97          | 31          |

### 出場
| No. | 開催日         | 開催都市           | スタジアム                               | 対戦相手         | 結果         | 監督                       | 大会                                   |
| --- | -------------- | ------------------ | ---------------------------------------- | ---------------- | ------------ | -------------------------- | -------------------------------------- |
| 1.  | 2008年05月24日 | 愛知県             | 豊田スタジアム                           | コートジボワール | ○1-0         | 岡田武史                   | キリンカップサッカー2008               |
| 2.  | 2008年06月02日 | 神奈川県           | 横浜国際総合競技場                       | オマーン         | ○3-0         | 岡田武史                   | 2010 FIFAワールドカップ・アジア3次予選 |
| 3.  | 2008年06月14日 | バンコク           | ラジャマンガラ競技場                     | タイ             | ○3-0         | 岡田武史                   | 2010 FIFAワールドカップ・アジア3次予選 |
| 4.  | 2008年10月09日 | 新潟県             | 新潟スタジアム                           | アラブ首長国連邦 | △1-1         | 岡田武史                   | キリンチャレンジカップ2008             |
| 5.  | 2008年10月15日 | 埼玉県             | 埼玉スタジアム2002                       | ウズベキスタン   | △1-1         | 岡田武史                   | 2010 FIFAワールドカップ・アジア4次予選 |
| 6.  | 2008年11月13日 | 兵庫県             | 御崎公園球技場                           | シリア           | ○3-1         | 岡田武史                   | キリンチャレンジカップ2008             |
| 7.  | 2009年01月20日 | 熊本県             | 熊本県民総合運動公園陸上競技場           | イエメン         | ○2-1         | 岡田武史                   | AFCアジアカップ2011・最終予選          |
| 8.  | 2009年01月28日 | リファー           | バーレーン・ナショナル・スタジアム       | バーレーン       | ●0-1         | 岡田武史                   | AFCアジアカップ2011・最終予選          |
| 9.  | 2009年02月04日 | 東京都             | 国立霞ヶ丘競技場陸上競技場               | フィンランド     | ○5-1         | 岡田武史                   | キリンチャレンジカップ2009             |
| 10. | 2009年05月27日 | 大阪府             | 長居陸上競技場                           | チリ             | ○4-0         | 岡田武史                   | キリンカップサッカー2009               |
| 11. | 2010年02月02日 | 大分県             | 大分スポーツ公園総合競技場               | ベネズエラ       | △0-0         | 岡田武史                   | キリンチャレンジカップ2010             |
| 12. | 2010年02月11日 | 東京都             | 国立霞ヶ丘競技場陸上競技場               | 香港             | ○3-0         | 岡田武史                   | 東アジアサッカー選手権2010             |
| 13. | 2010年02月14日 | 東京都             | 国立霞ヶ丘競技場陸上競技場               | 韓国             | ●1-3         | 岡田武史                   | 東アジアサッカー選手権2010             |
| 14. | 2010年09月04日 | 神奈川県           | 横浜国際総合競技場                       | パラグアイ       | ○1-0         | 原博実（代行）             | キリンチャレンジカップ2010             |
| 15. | 2010年09月07日 | 大阪府             | 長居陸上競技場                           | グアテマラ       | ○2-1         | 原博実（代行）             | キリンチャレンジカップ2010             |
| 16. | 2010年10月08日 | 埼玉県             | 埼玉スタジアム2002                       | アルゼンチン     | ○1-0         | アルベルト・ザッケローニ   | キリンチャレンジカップ2010             |
| 17. | 2010年10月12日 | ソウル             | ソウルワールドカップ競技場               | 韓国             | △0-0         | アルベルト・ザッケローニ   | 国際親善試合                           |
| 18. | 2011年01月09日 | ドーハ             | カタールSCスタジアム                     | ヨルダン         | △1-1         | アルベルト・ザッケローニ   | AFCアジアカップ2011                    |
| 19. | 2011年01月13日 | ドーハ             | カタールSCスタジアム                     | シリア           | ○2-1         | アルベルト・ザッケローニ   | AFCアジアカップ2011                    |
| 20. | 2011年01月17日 | ライヤーン         | アフメド・ビン＝アリー・スタジアム       | サウジアラビア   | ○5-0         | アルベルト・ザッケローニ   | AFCアジアカップ2011                    |
| 21. | 2011年01月21日 | ドーハ             | アル・ガラファ・スタジアム               | カタール         | ○3-2         | アルベルト・ザッケローニ   | AFCアジアカップ2011                    |
| 22. | 2011年01月25日 | ドーハ             | アル・ガラファ・スタジアム               | 韓国             | △2-2(PK3-0)  | アルベルト・ザッケローニ   | AFCアジアカップ2011                    |
| 23. | 2011年08月10日 | 北海道             | 札幌ドーム                               | 韓国             | ○3-0         | アルベルト・ザッケローニ   | キリンチャレンジカップ2011             |
| 24. | 2011年09月02日 | 埼玉県             | 埼玉スタジアム2002                       | 北朝鮮           | ○1-0         | アルベルト・ザッケローニ   | 2014 FIFAワールドカップ・アジア3次予選 |
| 25. | 2011年09月06日 | タシケント         | パフタコール・マルカジイ・スタジアム     | ウズベキスタン   | △1-1         | アルベルト・ザッケローニ   | 2014 FIFAワールドカップ・アジア3次予選 |
| 26. | 2011年10月07日 | 兵庫県             | 御崎公園球技場                           | ベトナム         | ○1-0         | アルベルト・ザッケローニ   | キリンチャレンジカップ2011             |
| 27. | 2011年10月11日 | 大阪府             | 長居陸上競技場                           | タジキスタン     | ○8-0         | アルベルト・ザッケローニ   | 2014 FIFAワールドカップ・アジア3次予選 |
| 28. | 2011年11月11日 | ドゥシャンベ       | パミール・スタジアム                     | タジキスタン     | ○4-0         | アルベルト・ザッケローニ   | 2014 FIFAワールドカップ・アジア3次予選 |
| 29. | 2012年02月29日 | 愛知県             | 豊田スタジアム                           | ウズベキスタン   | ●0-1         | アルベルト・ザッケローニ   | 2014 FIFAワールドカップ・アジア3次予選 |
| 30. | 2012年05月23日 | 静岡県             | 静岡県小笠山総合運動公園スタジアム       | アゼルバイジャン | ○2-0         | アルベルト・ザッケローニ   | キリンチャレンジカップ2012             |
| 31. | 2012年06月03日 | 埼玉県             | 埼玉スタジアム2002                       | オマーン         | ○3-0         | アルベルト・ザッケローニ   | 2014 FIFAワールドカップ・アジア4次予選 |
| 32. | 2012年06月08日 | 埼玉県             | 埼玉スタジアム2002                       | ヨルダン         | ○6-0         | アルベルト・ザッケローニ   | 2014 FIFAワールドカップ・アジア4次予選 |
| 33. | 2012年06月12日 | ブリスベン         | ブリスベン・スタジアム                   | オーストラリア   | △1-1         | アルベルト・ザッケローニ   | 2014 FIFAワールドカップ・アジア4次予選 |
| 34. | 2012年08月15日 | 北海道             | 札幌ドーム                               | ベネズエラ       | △1-1         | アルベルト・ザッケローニ   | キリンチャレンジカップ2012             |
| 35. | 2012年09月06日 | 新潟県             | 新潟スタジアム                           | アラブ首長国連邦 | ○1-0         | アルベルト・ザッケローニ   | キリンチャレンジカップ2012             |
| 36. | 2012年10月12日 | サンドニ           | スタッド・ド・フランス                   | フランス         | ○1-0         | アルベルト・ザッケローニ   | 国際親善試合                           |
| 37. | 2012年10月16日 | ヴロツワフ         | ヴロツワフ市立競技場                     | ブラジル         | ●0-4         | アルベルト・ザッケローニ   | 国際親善試合                           |
| 38. | 2013年02月06日 | 兵庫県             | 御崎公園球技場                           | ラトビア         | ○3-0         | アルベルト・ザッケローニ   | キリンチャレンジカップ2013             |
| 39. | 2013年03月22日 | ドーハ             | ハリーファ国際スタジアム                 | カナダ           | ○2-1         | アルベルト・ザッケローニ   | 国際親善試合                           |
| 40. | 2013年03月26日 | アンマン           | アンマン国際スタジアム                   | ヨルダン         | ●1-2         | アルベルト・ザッケローニ   | 2014 FIFAワールドカップ・アジア4次予選 |
| 41. | 2013年05月30日 | 愛知県             | 豊田スタジアム                           | ブルガリア       | ●0-2         | アルベルト・ザッケローニ   | キリンチャレンジカップ                 |
| 42. | 2013年06月04日 | 埼玉県             | 埼玉スタジアム2002                       | オーストラリア   | △1-1         | アルベルト・ザッケローニ   | 2014 FIFAワールドカップ・アジア4次予選 |
| 43. | 2013年06月11日 | ドーハ             | グランド・ハマド・スタジアム             | イラク           | ○1-0         | アルベルト・ザッケローニ   | 2014 FIFAワールドカップ・アジア4次予選 |
| 44. | 2013年06月15日 | ブラジリア         | エスタジオ・ナシオナル・デ・ブラジリア   | ブラジル         | ●0-3         | アルベルト・ザッケローニ   | FIFAコンフェデレーションカップ2013     |
| 45. | 2013年06月19日 | レシフェ           | アレナ・ペルナンブーコ                   | イタリア         | ●3-4         | アルベルト・ザッケローニ   | FIFAコンフェデレーションカップ2013     |
| 46. | 2013年06月22日 | ベロオリゾンテ     | ミネイロン                               | メキシコ         | ●1-2         | アルベルト・ザッケローニ   | FIFAコンフェデレーションカップ2013     |
| 47. | 2013年08月14日 | 宮城県             | 宮城スタジアム                           | ウルグアイ       | ●2-4         | アルベルト・ザッケローニ   | キリンチャレンジカップ2013             |
| 48. | 2013年09月06日 | 大阪府             | 長居陸上競技場                           | グアテマラ       | ○3-0         | アルベルト・ザッケローニ   | キリンチャレンジカップ2013             |
| 49. | 2013年09月10日 | 神奈川県           | 横浜国際総合競技場                       | ガーナ           | ○3-1         | アルベルト・ザッケローニ   | キリンチャレンジカップ2013             |
| 50. | 2013年10月11日 | ノビサド           | スタディオン・カラジョルジェ             | セルビア         | ●0-2         | アルベルト・ザッケローニ   | 国際親善試合                           |
| 51. | 2013年10月15日 | ミンスク           | トルペド・スタジアム                     | ベラルーシ       | ●0-1         | アルベルト・ザッケローニ   | 国際親善試合                           |
| 52. | 2013年11月16日 | ヘンク             | クリスタル・アレナ                       | オランダ         | △2-2         | アルベルト・ザッケローニ   | 国際親善試合                           |
| 53. | 2013年11月19日 | ブリュッセル       | ボードゥアン国王競技場                   | ベルギー         | ○3-2         | アルベルト・ザッケローニ   | 国際親善試合                           |
| 54. | 2014年03月05日 | 東京都             | 国立霞ヶ丘競技場陸上競技場               | ニュージーランド | ○4-2         | アルベルト・ザッケローニ   | キリンチャレンジカップ2014             |
| 55. | 2014年05月27日 | 埼玉県             | 埼玉スタジアム2002                       | キプロス         | ○1-0         | アルベルト・ザッケローニ   | キリンチャレンジカップ2014             |
| 56. | 2014年06月02日 | タンパ             | レイモンド・ジェームス・スタジアム       | コスタリカ       | ○3-1         | アルベルト・ザッケローニ   | 国際親善試合                           |
| 57. | 2014年06月06日 | タンパ             | レイモンド・ジェームス・スタジアム       | ザンビア         | ○4-3         | アルベルト・ザッケローニ   | 国際親善試合                           |
| 58. | 2014年06月14日 | レシフェ           | アレナ・ペルナンブーコ                   | コートジボワール | ●1-2         | アルベルト・ザッケローニ   | 2014 FIFAワールドカップ                |
| 59. | 2014年06月19日 | ナタール           | アレーナ・ダス・ドゥーナス               | ギリシャ         | △0-0         | アルベルト・ザッケローニ   | 2014 FIFAワールドカップ                |
| 60. | 2014年06月24日 | クイアバ           | アレーナ・パンタナール                   | コロンビア       | ●1-4         | アルベルト・ザッケローニ   | 2014 FIFAワールドカップ                |
| 61. | 2014年10月10日 | 新潟県             | 新潟スタジアム                           | ジャマイカ       | ○1-0         | ハビエル・アギーレ         | キリンチャレンジカップ2014             |
| 62. | 2014年11月14日 | 愛知県             | 豊田スタジアム                           | ホンジュラス     | ○6-0         | ハビエル・アギーレ         | キリンチャレンジカップ2014             |
| 63. | 2014年11月18日 | 大阪府             | 長居陸上競技場                           | オーストラリア   | ○2-1         | ハビエル・アギーレ         | キリンチャレンジカップ2014             |
| 64. | 2015年01月12日 | ニューカッスル     | ニューカッスル・スタジアム               | パレスチナ       | ○4-0         | ハビエル・アギーレ         | AFCアジアカップ2015                    |
| 65. | 2015年01月16日 | ブリスベン         | ブリスベン・スタジアム                   | イラク           | ○1-0         | ハビエル・アギーレ         | AFCアジアカップ2015                    |
| 66. | 2015年01月20日 | メルボルン         | メルボルン・レクタンギュラー・スタジアム | ヨルダン         | ○2-0         | ハビエル・アギーレ         | AFCアジアカップ2015                    |
| 67. | 2015年01月23日 | シドニー           | スタジアム・オーストラリア               | アラブ首長国連邦 | △1-1 (PK4-5) | ハビエル・アギーレ         | AFCアジアカップ2015                    |
| 68. | 2015年03月27日 | 大分県             | 大分スポーツ公園総合競技場               | チュニジア       | ○2-0         | ヴァイッド・ハリルホジッチ | キリンチャレンジカップ2015             |
| 69. | 2015年03月31日 | 東京都             | 東京スタジアム                           | ウズベキスタン   | ○5-1         | ヴァイッド・ハリルホジッチ | JALチャレンジカップ                    |
| 70. | 2015年06月11日 | 神奈川県           | 横浜国際総合競技場                       | イラク           | ○4-0         | ヴァイッド・ハリルホジッチ | キリンチャレンジカップ2015             |
| 71. | 2015年06月16日 | 埼玉県             | 埼玉スタジアム2002                       | シンガポール     | △0-0         | ヴァイッド・ハリルホジッチ | 2018 FIFAワールドカップ・アジア2次予選 |
| 72. | 2015年09月03日 | 埼玉県             | 埼玉スタジアム2002                       | カンボジア       | ○3-0         | ヴァイッド・ハリルホジッチ | 2018 FIFAワールドカップ・アジア2次予選 |
| 73. | 2015年09月08日 | テヘラン           | アザディ・スタジアム                     | アフガニスタン   | ○6-0         | ヴァイッド・ハリルホジッチ | 2018 FIFAワールドカップ・アジア2次予選 |
| 74. | 2015年10月08日 | マスカット         | シーブ・スタジアム                       | シリア           | ○3-0         | ヴァイッド・ハリルホジッチ | 2018 FIFAワールドカップ・アジア2次予選 |
| 75. | 2015年10月13日 | テヘラン           | アザディ・スタジアム                     | イラン           | △1-1         | ヴァイッド・ハリルホジッチ | 国際親善試合                           |
| 76. | 2015年11月12日 | シンガポール       | シンガポール・ナショナルスタジアム       | シンガポール     | ○3-0         | ヴァイッド・ハリルホジッチ | 2018 FIFAワールドカップ・アジア2次予選 |
| 77. | 2015年11月17日 | プノンペン         | プノンペン・オリンピックスタジアム       | カンボジア       | ○2-0         | ヴァイッド・ハリルホジッチ | 2018 FIFAワールドカップ・アジア2次予選 |
| 78. | 2016年03月24日 | 埼玉県             | 埼玉スタジアム2002                       | アフガニスタン   | ○5-0         | ヴァイッド・ハリルホジッチ | 2018 FIFAワールドカップ・アジア2次予選 |
| 79. | 2016年03月29日 | 埼玉県             | 埼玉スタジアム2002                       | シリア           | ○5-0         | ヴァイッド・ハリルホジッチ | 2018 FIFAワールドカップ・アジア2次予選 |
| 80. | 2016年06月03日 | 愛知県             | 豊田スタジアム                           | ブルガリア       | ○7-2         | ヴァイッド・ハリルホジッチ | キリンカップサッカー2016               |
| 81. | 2016年09月01日 | 埼玉県             | 埼玉スタジアム2002                       | アラブ首長国連邦 | ●1-2         | ヴァイッド・ハリルホジッチ | 2018 FIFAワールドカップ・アジア3次予選 |
| 82. | 2016年09月06日 | バンコク           | ラジャマンガラ競技場                     | タイ             | ○2-0         | ヴァイッド・ハリルホジッチ | 2018 FIFAワールドカップ・アジア3次予選 |
| 83. | 2016年10月11日 | メルボルン         | ドックランズ・スタジアム                 | オーストラリア   | △1-1         | ヴァイッド・ハリルホジッチ | 2018 FIFAワールドカップ・アジア3次予選 |
| 84. | 2016年11月15日 | 埼玉県             | 埼玉スタジアム2002                       | サウジアラビア   | ○2-1         | ヴァイッド・ハリルホジッチ | 2018 FIFAワールドカップ・アジア3次予選 |
| 85. | 2017年03月23日 | アル・アイン       | ハッザーア・ビン・ザーイド・スタジアム   | アラブ首長国連邦 | ○2-0         | ヴァイッド・ハリルホジッチ | 2018 FIFAワールドカップ・アジア3次予選 |
| 86. | 2017年03月28日 | 埼玉県             | 埼玉スタジアム2002                       | タイ             | ○4-0         | ヴァイッド・ハリルホジッチ | 2018 FIFAワールドカップ・アジア3次予選 |
| 87. | 2017年06月07日 | 東京都             | 東京スタジアム                           | シリア           | △1-1         | ヴァイッド・ハリルホジッチ | 国際親善試合                           |
| 88. | 2017年10月06日 | 愛知県             | 豊田スタジアム                           | ニュージーランド | ○2-1         | ヴァイッド・ハリルホジッチ | キリンチャレンジカップ2017             |
| 89. | 2017年10月10日 | 神奈川県           | 横浜国際総合競技場                       | ハイチ           | △3-3         | ヴァイッド・ハリルホジッチ | キリンチャレンジカップ2017             |
| 90. | 2018年05月30日 | 神奈川県           | 横浜国際総合競技場                       | ガーナ           | ●0-2         | 西野朗                     | キリンチャレンジカップ2018             |
| 91. | 2018年06月08日 | ルガーノ           | スタディオ・コルナレド                   | スイス           | ●0-2         | 西野朗                     | 国際親善試合                           |
| 92. | 2018年06月12日 | インスブルック     | チボリ・シュタディオン                   | パラグアイ       | ○4-2         | 西野朗                     | 国際親善試合                           |
| 93. | 2018年06月19日 | サランスク         | モルドヴィア・アリーナ                   | コロンビア       | ○2-1         | 西野朗                     | 2018 FIFAワールドカップ                |
| 94. | 2018年06月24日 | エカテリンブルク   | エカテリンブルク・アリーナ               | セネガル         | △2-2         | 西野朗                     | 2018 FIFAワールドカップ                |
| 95. | 2018年07月02日 | ロストフ・ナ・ドヌ | ロストフ・アリーナ                       | ベルギー         | ●2-3         | 西野朗                     | 2018 FIFAワールドカップ                |
| 96. | 2019年03月22日 | 神奈川県           | 横浜国際総合競技場                       | コロンビア       | ●0-1         | 森保一                     | キリンチャレンジカップ2019             |
| 97. | 2019年03月26日 | 兵庫県             | 御崎公園球技場                           | ボリビア         | ○1-0         | 森保一                     | キリンチャレンジカップ2019             |

### ゴール
| #   | 開催日         | 開催地         | スタジアム                               | 対戦国           | 勝敗 | 試合概要                               |
| --- | -------------- | -------------- | ---------------------------------------- | ---------------- | ---- | -------------------------------------- |
| 1.  | 2008年10月9日  | 新潟           | 新潟スタジアム                           | アラブ首長国連邦 | △1-1 | キリンチャレンジカップ2008             |
| 2.  | 2009年2月4日   | 東京           | 国立霞ヶ丘競技場                         | フィンランド     | ○5-1 | キリンチャレンジカップ2009             |
| 3.  | 2010年9月4日   | 横浜           | 横浜国際総合競技場                       | パラグアイ       | ○1-0 | キリンチャレンジカップ2010             |
| 4.  | 2011年1月21日  | ドーハ         | アル・ガラファ・スタジアム               | カタール         | ○3-2 | AFCアジアカップ2011                    |
| 5.  | 2011年1月21日  | ドーハ         | アル・ガラファ・スタジアム               | カタール         | ○3-2 | AFCアジアカップ2011                    |
| 6.  | 2011年8月10日  | 札幌           | 札幌ドーム                               | 韓国             | ○3-0 | キリンチャレンジカップ2011             |
| 7.  | 2011年8月10日  | 札幌           | 札幌ドーム                               | 韓国             | ○3-0 | キリンチャレンジカップ2011             |
| 8.  | 2011年10月11日 | 大阪           | 大阪長居スタジアム                       | タジキスタン     | ○8-0 | 2014 FIFAワールドカップ・アジア3次予選 |
| 9.  | 2011年10月11日 | 大阪           | 大阪長居スタジアム                       | タジキスタン     | ○8-0 | 2014 FIFAワールドカップ・アジア3次予選 |
| 10. | 2012年5月23日  | 静岡           | 静岡県小笠山運動公園スタジアム           | アゼルバイジャン | ○2-0 | キリンチャレンジカップ2012             |
| 11. | 2012年6月8日   | さいたま       | 埼玉スタジアム2002                       | ヨルダン         | ○6-0 | 2014 FIFAワールドカップ・アジア4次予選 |
| 12. | 2012年10月12日 | サンドニ       | スタッド・ド・フランス                   | フランス         | ○1-0 | 国際親善試合                           |
| 13. | 2013年3月26日  | アンマン       | アンマン国際スタジアム                   | ヨルダン         | ●1-2 | 2014 FIFAワールドカップ・アジア4次予選 |
| 14. | 2013年6月19日  | レシフェ       | アレナ・ペルナンブーコ                   | イタリア         | ●3-4 | FIFAコンフェデレーションズカップ2013   |
| 15. | 2013年8月15日  | 宮城           | 宮城スタジアム                           | ウルグアイ       | ●2-4 | キリンチャレンジカップ2013             |
| 16. | 2013年9月10日  | 横浜           | 横浜国際総合競技場                       | ガーナ           | ○3-1 | キリンチャレンジカップ2013             |
| 17. | 2014年3月5日   | 東京           | 国立霞ヶ丘競技場                         | ニュージーランド | ○4-2 | キリンチャレンジカップ2014             |
| 18. | 2014年6月2日   | タンパ         | レイモンド・ジェームス・スタジアム       | コスタリカ       | ○3-1 | 国際親善試合                           |
| 19. | 2014年6月6日   | タンパ         | レイモンド・ジェームス・スタジアム       | ザンビア         | ○4-3 | 国際親善試合                           |
| 20. | 2015年1月20日  | メルボルン     | メルボルン・レクタンギュラー・スタジアム | ヨルダン         | ○2-0 | AFCアジアカップ2015                    |
| 21. | 2015年9月3日   | さいたま       | 埼玉スタジアム2002                       | カンボジア       | ○3-0 | 2018 FIFAワールドカップ・アジア2次予選 |
| 22. | 2015年9月8日   | テヘラン       | アザディ・スタジアム                     | アフガニスタン   | ○6-0 | 2018 FIFAワールドカップ・アジア2次予選 |
| 23. | 2015年9月8日   | テヘラン       | アザディ・スタジアム                     | アフガニスタン   | ○6-0 | 2018 FIFAワールドカップ・アジア2次予選 |
| 24. | 2016年3月29日  | さいたま       | 埼玉スタジアム2002                       | シリア           | ○5-0 | 2018 FIFAワールドカップ・アジア2次予選 |
| 25. | 2016年3月29日  | さいたま       | 埼玉スタジアム2002                       | シリア           | ○5-0 | 2018 FIFAワールドカップ・アジア2次予選 |
| 26. | 2016年6月3日   | 豊田           | 豊田スタジアム                           | ブルガリア       | ○7-2 | キリンカップサッカー2016               |
| 27. | 2016年6月3日   | 豊田           | 豊田スタジアム                           | ブルガリア       | ○7-2 | キリンカップサッカー2016               |
| 28. | 2017年3月28日  | さいたま       | 埼玉スタジアム2002                       | タイ             | ○4-0 | 2018 FIFAワールドカップ・アジア3次予選 |
| 29. | 2017年10月10日 | 横浜           | 横浜国際総合競技場                       | ハイチ           | △3-3 | キリンチャレンジカップ2017             |
| 30. | 2018年6月12日  | インスブルック | チボリ・シュタディオン                   | パラグアイ       | ○4-2 | 国際親善試合                           |
| 31. | 2018年6月19日  | サランスク     | モルドヴィア・アリーナ                   | コロンビア       | ○2-1 | 2018 FIFAワールドカップ                |

## タイトル

### クラブ
ボルシア・ドルトムント
- ブンデスリーガ：2回（2010-11、2011-12）
- DFBポカール：2回（2011-12、2016-17）

マンチェスター・ユナイテッドFC
- プレミアリーグ：1回（2012-13）
- FAコミュニティ・シールド：1回（2013）

PAOKテッサロニキ
- キペロ・エラーダス：1回（2021）

### 代表
- AFCアジアカップ：1回（2011）

### 個人
- J2得点王（2009年）
- J2アシスト王（2009年）
- ブンデスリーガ年間ベストイレブン（キッカー誌選）：2回（2010-11、2011-12）
- ブンデスリーガ年間ベストイレブン（ビルト紙選）：2回（2011-12、2015-16）
- ブンデスリーガ年間ベストイレブン（ブンデスリーガ公式Twitterフォロワーによる投票）：1回（2015-16）
- ESM欧州年間ベストイレブン（2011-12）
  - 選出メンバーはマヌエル・ノイアー（バイエルン・ミュンヘン）、ダニエウ・アウベス（バルセロナ）、マッツ・フンメルス、セルヒオ・ラモス（レアル・マドリー）、ヴァンサン・コンパニ（マンチェスター・シティ）、アンドレア・ピルロ（ユヴェントス）、シャビ・エルナンデス（バルセロナ）、香川真司（ドルトムント）、リオネル・メッシ（バルセロナ）、クリスティアーノ・ロナウド（レアル・マドリー)、ロビン・ファン・ペルシ（アーセナル）
- AFC年間アジア国際最優秀選手賞（2012）
- マンチェスター・ユナイテッド月間MVP：2回（2012年8月、2013年5月）[230][231]
- ブンデスリーガ公式　「2017-18シーズンのドルトムントのベストゴール」 (アウクスブルグ戦でのループシュート)(2017-18)[232]
- ブンデスリーガ公式　ルールダービーのドルトムント歴代ベストイレブン（2019年)[233]
- ブンデスリーガ公式　ルールダービーの歴代ベストイレブン（2019年)[234]
- ブンデスリーガ公式「2010年代のドルトムントTOP10ゴール」1位 (2015-16シーズンのシャルケ戦でのループシュート) (2020年)
- J1優秀選手賞 :1回 (2023年)

## 出演

### CM
- ヤンマー（2011年）
  - 『次のプレミアムフィールドへ』篇（2013年）
- アディダス - 『we are all together』篇（2011年）
- adidas japan | Battle Movie  "all in or nothing"（2014年）
- コナミ「ワールドサッカー ウイニングイレブン 2012」
  - 『やってくれるかな?』篇（2011年）
  - 『今こそ、日本人力（ジャパンパワー）』篇（2011年）
  - 『ドイツ』篇（2011年）
- プロクター・アンド・ギャンブル（P&G） - ジレット「フュージョンプログライド 限定ゴールドモデル」『最高を、男の手に。』篇（2012年）
- toto
  - toto助成活動広報インタビュー企画『GROWING すべてのスポーツにエールを』
  - 『スポーツ育成』篇（2012年）
  - 『地域スポーツ』篇（2012年）
  - 『選手交代、香川真司?!』篇（2013年）[235]
  - 『2014年は、サッカーの年だ。』篇（2014年）
- スカパー!（2012年）
- 同上、欧州サッカー（13/14シーズン）『手紙篇』、JリーグCM『香川真司選手 Jを語る篇』（2014年）
- 同上、欧州サッカーオンデマンド（アプリケーション）（2014年）
- キリンビール
  - キリン企業CM「応援する者」篇
  - 麒麟麦酒「ノンアルコールチューハイ ZERO・HI（ゼロハイ）」（2012年）
  - 麒麟 「澄みきり」（2014年）
- ソフトバンク（旧ソフトバンクモバイル）
  - 「白戸家」（2013年）…「島根のおじさま」の息子で、白戸次郎の甥である「香川真司（本人役）」として登場。
  - 白戸家「ソフトバンクキック」篇（2014年3月）
- マニフレックス（2013年）
- スポーツブル（2017年）
  - 『あの人もブルってる・香川選手』篇（2017年）

ドイツ
- MANグループ - 『チームバスにウィニングショットを放て』篇（2011年）
- Brinkhoff's No.1（2011年）

イギリス
- GREAT BRITAIN you're invited visitbritain.com 英国政府観光庁公式（2013年）
  - 「宮崎の救世主、高橋巨典」篇（2020年3月）

### イメージキャラクター
- ヤンマー（2010年 - ）
- コナミ「ウイニングイレブン」（2011年 - 2013年）[236]

## 書籍
- 『MYSELF 香川真司』（KADOKAWA、2017年）
- 『心が震えるか、否か。』（幻冬舎、2021年）